# Fuerza de enlace
En química, la fuerza de enlace se mide entre dos átomos unidos en un enlace químico. Es el grado en el que cada átomo unido al átomo central contribuye a la valencia del átomo central. La fuerza de enlace está íntimamente ligada al orden de enlace.
La fuerza de un enlace puede ser cuantificada por:
- energía de enlace: requiere largos cálculos, incluso para los enlaces más simples.
- energía de disociación de enlace
- entalpía estándar de reacción

Otro criterio de fuerza de enlace es la relación cuantitativa entre las energías de enlace y el traslape de los orbitales atómicos de los enlaces de Pauling y Mulliken. A mayor traslape, más electrones de enlace se encontrarán entre los núcleos y más fuerte será el enlace. Este traslape puede ser calculado y se denomina integral de traslape.